# IC 3878
IC 3878 је појединачна звијезда у сазвјежђу Ловачки пси која се налази на листи објеката дубоког неба у Индекс каталогу.
Деклинација објекта је + 40° 4' 12" а ректасцензија 12h 54m 29,5s.